# Lhossalafushi
Lhossalafushi est une petite île inhabitée des Maldives.

## Géographie
Lhossalafushi est située dans le centre des Maldives, au Sud de l'atoll Faadhippolhu, dans la subdivision de Lhaviyani. Elle voisine l'île plus petite de Varihuraa.